# Ullstein Verlag
Pour les articles homonymes, voir Verlag.
Ullstein Verlag est un groupe de presse et une maison d'édition allemande, fondé à Berlin en 1877 par Leopold Ullstein. De 1900 à 1934, elle fut l'une des plus grosses entreprises de presse et d'édition d'Allemagne. Depuis 2003, Ullsteinbuchverlage est une filiale appartenant au groupe Bonnier.

## Histoire

### Un empire né de la presse

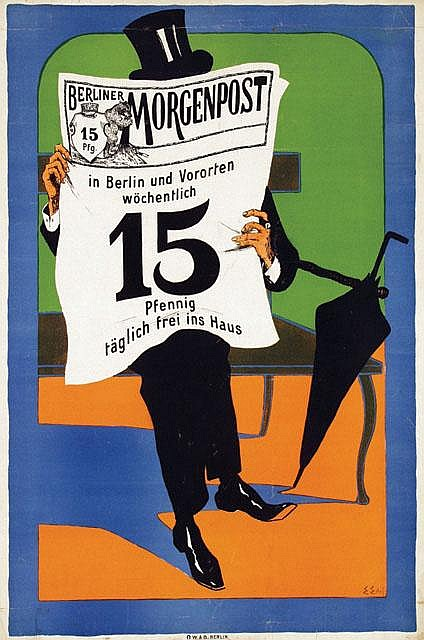
Affiche publicitaire lithographiée (1904) d'Edmund Edel.

Le 14 juillet 1877, Leopold Ullstein (1826-1899), propriétaire d'une fabrique de papier, se porte acquéreur du journal Neue Berliner Tageblatt, un supplément du Berliner Tageblatt, organe de presse de tendance libérale publié par Rudolf Mosse, puis, en janvier 1878, Ullstein le renomme le Berliner Zeitung (B.Z.) et en fait l'un des plus gros quotidiens allemands.
En 1887, il lance le Berliner Abendpost, un journal destiné à la province et à faible coût. En 1894, Ullstein rachète l'hebdomadaire illustré Berliner Illustrirte Zeitung (BIZ) qui introduit, très tôt, uniquement des images photographiques dans ses colonnes, et qui devient le magazine grand public le plus lu en Allemagne à son époque sous la direction de Kurt Korff ; puis en 1898, est lancé le Berliner Morgenpost.
Après la mort d'Ullstein, ce sont ces cinq fils qui reprennent les commandes : Hans (1859–1935), qui s'occupa de la partie juridique ; Louis (1863–1933) qui prit la tête du groupe après la mort de son père ; Franz (1868–1945), qui fut longtemps le directeur éditorial ; Rudolf (1873–1964) et Hermann (1875–1943), rejoignirent la société après 1900, le premier devenant directeur de la production et le deuxième chapeautant l'édition des magazines et des livres. Selon Arthur Koestler, leur « devise était le libéralisme politique et la culture moderne ». Une filiale livres appelée Ullstein Buchverlag est lancée en 1903.
Le B.Z. am Mittag est relancé sous ce nom en 1904 en une nouvelle formule au format tabloid, boulevardier et se veut le « journal le plus rapide du monde ». En janvier 1914, Ullstein acquiert le journal Vossische Zeitung, un périodique ancestral dont les origines remontent à 1617.

### L'édition de livres

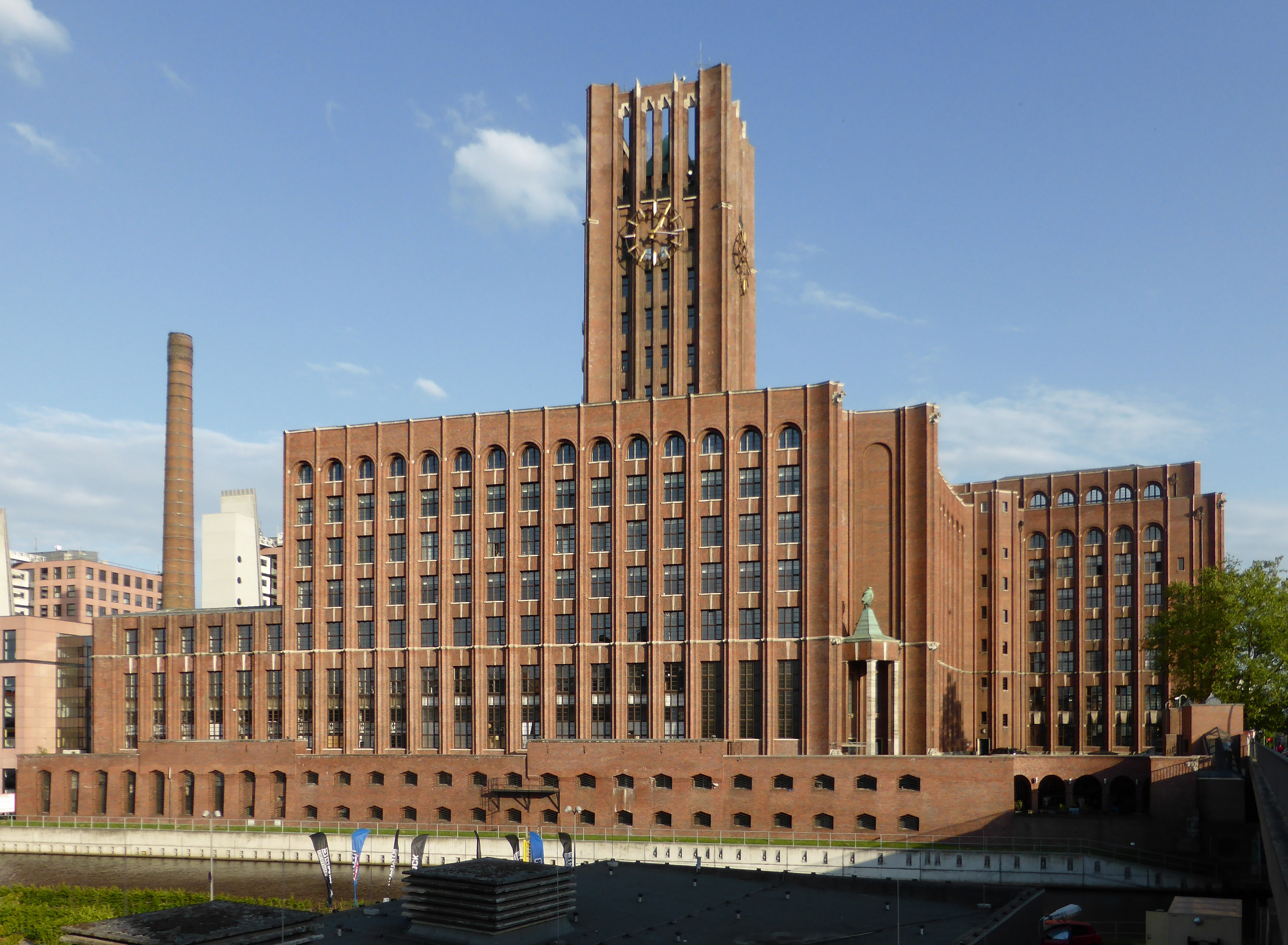
L'immeuble Ullsteinhaus, à Berlin-Tempelhof.

En 1909, Ullstein négocie un partenariat avec l'éditeur britannique Thomas Nelson and Sons, lequel imprime à plusieurs milliers d'exemplaires des ouvrages à bas prix et les diffuse au niveau mondial.
En 1919, le groupe Ullstein fonde, avec Max Krell à la direction éditoriale, la marque Propyläen Verlag, spécialisée d'abord dans les essais historiques et politiques, puis qui s'ouvre à la fiction : en 1929, À l'Ouest, rien de nouveau d'Erich Maria Remarque connaît un grand succès. Vicki Baum, Heinrich Mann, Ödön von Horváth et Franz Blei sont également des auteurs du catalogue.
Elle édite, de 1924 à 1936, la revue d'art et de littérature Der Querschnitt.
Entre 1925 et 1927, est entrepris la construction d'un nouveau siège à Berlin, un vaste bâtiment appelé Ullsteinhaus toujours visible dans le quartier de Tempelhof : haut de 76 m, couvert de briques, de style « expressionniste », il comporte comme emblème une chouette — le symbole de la maison —, sculptée par Fritz Klimsch dont le bronze orne l'un des pilastres de l'immeuble.
En 1927 Ullstein lance le magazine hebdomadaire Die Grüne Post (de) avec comme rédacteur en chef, Ehm Welk (de), et qui tire à près d'un million d'exemplaires.
En 1929, Ullstein-Verlag peut se targuer d'être le plus gros groupe de presse européen, employant plus de 10 000 personnes (contre 1 650 en 1900), et imprime plus de 350 millions d'exemplaires de journaux. Les tirages des principaux titres de presse (quotidien, hebdomadaire, mensuel) édités par Ullstein en 1929 sont :
| Die Vossische Zeitung       | 84 830 (jour)   |
| Berliner Morgenpost         | 615 630 (jour)  |
| B.Z. am Mittag              | 192 130 (jour)  |
| Berliner Allgemeine Zeitung | 51 980 (jour)   |
| Tempo                       | 100 940 (jour)  |
| Berliner Montagspost        | 154 530 (hebdo) |
| Die Grüne Post              | 985 150 (hebdo) |
| Wohnungstausch              | 6 660 (hebdo)   |
| Das Blatt des Hausfrau      | 500 690 (hebdo) |
| Die Dame                    | 50 890 (hebdo)  |
| Zeitbilder                  | 84 830 (hebdo)  |
| Uhu                         | 207 470 (mois)  |
| Koralle                     | 39 020 (mois)   |
| Querschnitt                 | 16 740 (mois)   |

### Sous la dictature nazie

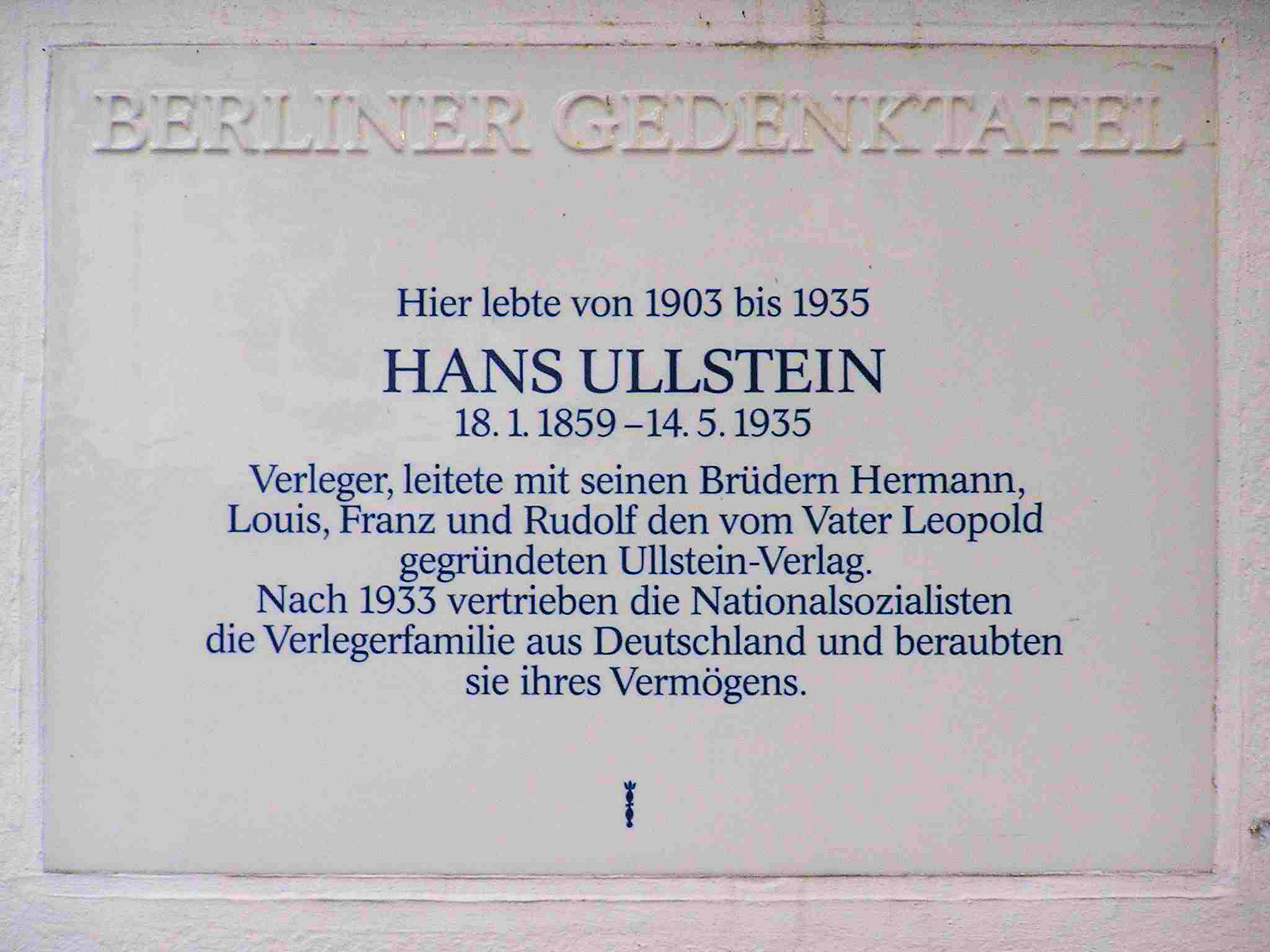
Plaque commémorative au 4 Bettinastraße (Berlin).

En 1934, la famille Ullstein, de confession juive, est totalement dessaisie de ses biens et le groupe est aryanisé.
En 1937, la société est rebaptisée « Deutscher Verlag », rapprochée du consortium d'édition officiel du parti nazi depuis 1920, la maison Franz Eher Nachfolger GmbH : c'est ce même groupe qui édita, jusqu'en 1945, le Deutsche Allgemeine Zeitung, ou encore les propagandistes Signal, Das Reich et le Panzerbär.

### Depuis 1946

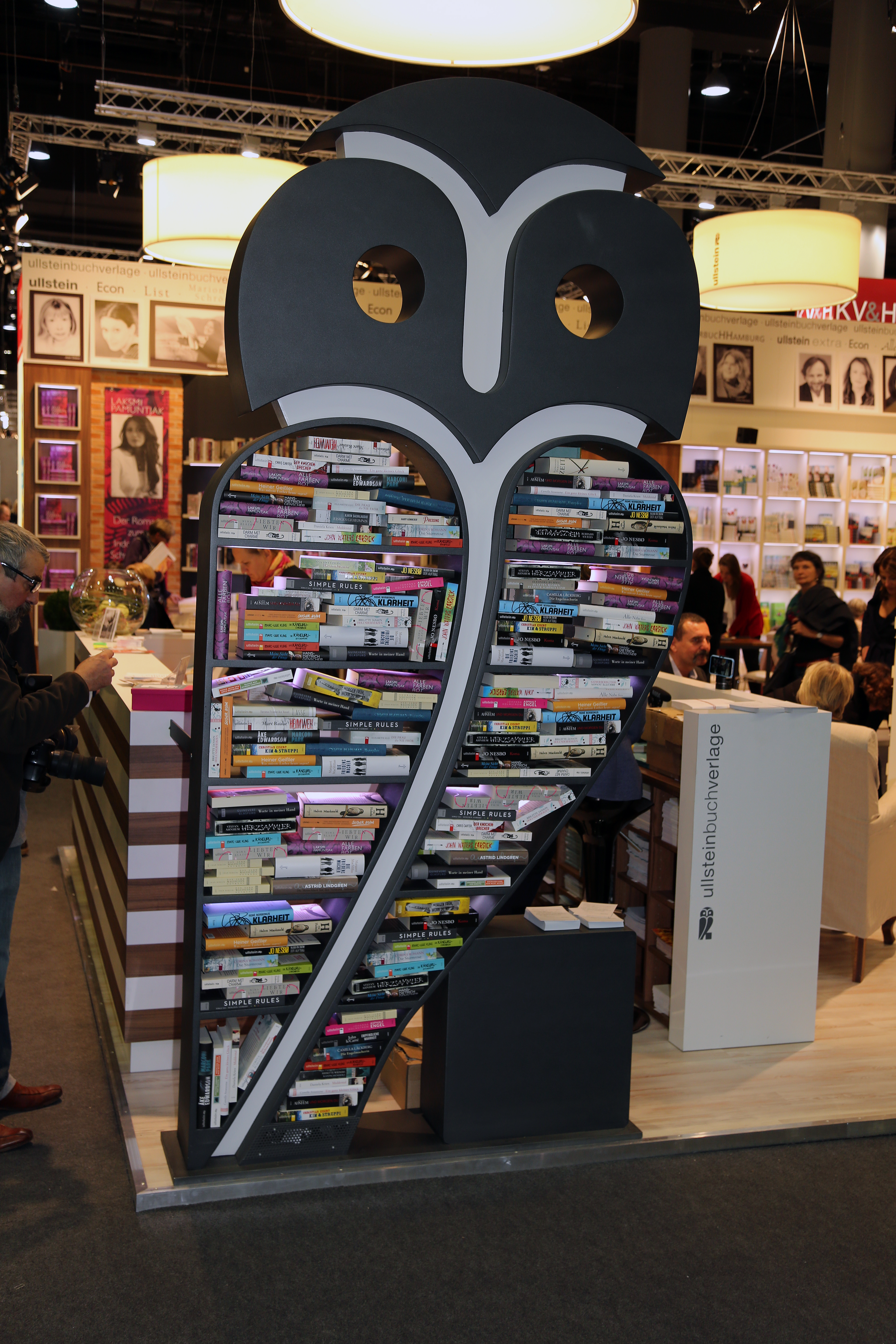
Stand des éditions Ullstein, Foire de Francfort (2015).

La famille Ullstein retrouve après la guerre l'entière possession de ses biens, sous la direction de l'un des fils du fondateur, Rudolf Ullstein (1874-1964).
Les problèmes financiers émergent en 1956, et 26 % des parts du groupe sont cédées à Axel Springer. Celui-ci atteint la majorité des parts en 1960. Au moment de la construction du Mur de Berlin, les deux journaux basés à l'Ouest, à savoir, le Berliner Morgenpost et le Berliner Zeitung s'affichent résolument anticommunistes.
En 1963, la branche presse passe définitivement sous le contrôle du groupe Axel Springer.
La branche livre continue son expansion. Elle publie de la littérature, des beaux-arts et des sciences humaines. Elle lance une importante collection d'ouvrages de poche. Une filiale édite et distribue des vidéocassettes.
En 2003, alors que la maison Ullstein revient s'installer à Berlin, le groupe Random House se porte acquéreur de la branche livres, cependant la commission allemande de la concurrence (Bundeskartellamt) n'approuve qu'en partie cette transaction. Si les marques Heyne, Südwest et Diana passent sous le contrôle de Random House, le reste du groupe éditorial Ullstein (les marques Ullstein, Claassen, Econ, List, Marion von Schröder et Propyläen) est cédé au groupe suédois international Bonnier.